# دانيال مارش
دانيال مارش (14 يونيو 1973 في أستراليا - ) (بالإنجليزية: Daniel Marsh)‏ هو لاعب كريكت أسترالي. لعب مع فريق تسمانيا للكريكت وفريق جنوب أستراليا للكريكت ‏ ونادي مقاطعة ليسترشاير للكريكت ‏.

## وصلات خارجية
- دانيال مارش على موقع إي آس بي آن كريك إنفو (الإنجليزية)